# Фабіо Сантос Ромеу
Фабіо Сантос (порт. Fábio Santos Romeu; нар. 16 вересня 1985, Сан-Паулу) — бразильський футболіст, захисник національної збірної Бразилії та клубу «Атлетіку Мінейру».
Переможець Ліги Пауліста. Дворазовий володар Кубка Лібертадорес.

## Клубна кар'єра
Вихованець футбольної школи клубу «Сан-Паулу». Дорослу футбольну кар'єру розпочав 2003 року в основній команді того ж клубу, в якій провів три сезони, взявши участь у 55 матчах чемпіонату. За цей час виборов титул володаря Кубка Лібертадорес.
Згодом з 2006 по 2010 рік грав у складі команд клубів «Касіма Антлерс», «Крузейру», «Монако», «Сантус» та «Греміу».
Своєю грою за останню команду привернув увагу представників тренерського штабу клубу «Корінтіанс», до складу якого приєднався 2011 року. Відіграв за команду з Сан-Паулу наступні чотири сезони своєї ігрової кар'єри. Більшість часу, проведеного у складі «Корінтіанс», був основним гравцем захисту команди.
Протягом 2015—2016 років захищав кольори команди клубу «Крус Асуль». До складу клубу «Атлетіко Мінейру» приєднався 2016 року.

## Виступи за збірні
2005 року залучався до складу молодіжної збірної Бразилії. На молодіжному рівні зіграв у 7 офіційних матчах, забив 1 гол.
2012 року дебютував в офіційних матчах у складі національної збірної Бразилії.

## Статистика виступів

### Статистика клубних виступів
| Сезон                 | Команда               | Чемпіонат             | Чемпіонат | Чемпіонат | Національний кубок | Національний кубок | Національний кубок | Континентальні кубки | Континентальні кубки | Континентальні кубки | Інші змагання | Інші змагання | Інші змагання | Усього | Усього |
| Сезон                 | Команда               | Ліга                  | Ігор      | Голів     | Ліга               | Ігор               | Голів              | Ліга                 | Ігор                 | Голів                | Ліга          | Ігор          | Голів         | Ігор   | Голів  |
| --------------------- | --------------------- | --------------------- | --------- | --------- | ------------------ | ------------------ | ------------------ | -------------------- | -------------------- | -------------------- | ------------- | ------------- | ------------- | ------ | ------ |
| 2003                  | «Сан-Паулу»           | СA                    | 13        | 0         |                    | -                  | -                  |                      | -                    | -                    |               | -             | -             | 13     | 0      |
| 2004                  | «Сан-Паулу»           | СA                    | 27        | 1         |                    | -                  | -                  |                      | -                    | -                    |               | -             | -             | 27     | 1      |
| 2005                  | «Сан-Паулу»           | СA                    | 13        | 1         |                    | -                  | -                  | КЛ                   | 1                    | 0                    |               | -             | -             | 14     | 1      |
| 2006                  | «Сан-Паулу»           | СА                    | 2         | 0         |                    | -                  | -                  |                      | -                    | -                    |               | -             | -             | 2      | 0      |
| Усього за «Сан-Паулу» | Усього за «Сан-Паулу» | Усього за «Сан-Паулу» | 55        | 2         |                    | -                  | -                  |                      | -                    | -                    |               |               |               | 56     | 2      |
| 2006                  | «Касіма Антлерс»      | ДЛ                    | 20        | 3         | КІ                 | 4                  | 0                  |                      | -                    | -                    | КЯ            | 3             | 0             | 27     | 3      |
| 2007                  | «Крузейру»            | СА                    | 4         | 0         |                    | -                  | -                  |                      | -                    | -                    |               | -             | -             | 4      | 0      |
| 2008                  | «Монако»              | Л1                    | 5         | 1         |                    | -                  | -                  |                      | -                    | -                    |               | -             | -             | 5      | 1      |
| 2008                  | «Сантус»              | СA                    | 5         | 0         |                    | -                  | -                  |                      | -                    | -                    |               | -             | -             | 5      | 0      |
| 2009                  | «Греміу»              | СA                    | 18        | 1         |                    | -                  | -                  | ЛЧ                   | 11                   | 1                    |               | -             | -             | 29     | 2      |
| 2010                  | «Греміу»              | СА                    | 24        | 1         | КБ                 | 4                  | 0                  | КС                   | 2                    | 0                    |               | -             | -             | 30     | 1      |
| 2011                  | «Корінтіанс»          | СA                    | 4         | 0         |                    | -                  | -                  | ЛЧ                   | 2                    | 0                    |               | -             | -             | 0      | 0      |
| Усього за «Греміу»    | Усього за «Греміу»    | Усього за «Греміу»    | 42        | 2         |                    | 4                  | 0                  |                      | 13                   | 1                    |               |               |               | 59     | 3      |
| Усього за кар'єру     | Усього за кар'єру     | Усього за кар'єру     | 135       | 8         |                    | 8                  | 0                  |                      | 16                   | 1                    |               | 3             | 0             | 162    | 9      |

## Досягнення
- Переможець Ліги Пауліста:

«Сан-Паулу»:  2005, 2013
- Володар Кубка Лібертадорес:

«Сан-Паулу»:  2005
«Корінтіанс»: 2012
- Чемпіон Бразилії:

«Корінтіанс»: 2011
- Клубний чемпіон світу:

«Сан-Паулу»:  2005
«Корінтіанс»: 2012
- Переможець Рекопи Південної Америки:

«Корінтіанс»: 2013
Збірні
- Переможець Суперкласіко де лас Амерікас: 2012